# Tesserodon intricatum
Tesserodon intricatum är en skalbaggsart som beskrevs av Lea 1923. Tesserodon intricatum ingår i släktet Tesserodon och familjen bladhorningar. Inga underarter finns listade i Catalogue of Life.